# Vladimir Kanygin
Vladimir Aleksandrovič Kanygin (in russo Владимир Александрович Каныгин?; Južno-Sachalinsk, 19 settembre 1948 – Ljubercy, 27 aprile 1990) è stato un sollevatore sovietico campione mondiale che gareggiò nella categoria dei pesi medi (fino a 75 kg.).

## Biografia
Nel 1971 Kanygin vinse il titolo nazionale sovietico e fu inserito nella squadra nazionale di sollevamento pesi del suo Paese, conquistando la medaglia d'oro ai Campionati mondiali di Lima con 477,5 kg. nel totale di tre prove.
L'anno seguente prese parte alle Olimpiadi di Monaco di Baviera 1972, non riuscendo a classificarsi per aver fallito i tre tentativi nella prova di strappo, dopo aver chiuso al 1º posto la prova di distensione lenta.
Successivamente non ebbe più risultati di rilievo sia a livello internazionale che nazionale.
Dopo aver cessato la propria carriera agonistica Kanygin diventò un insegnante di educazione fisica presso un Istituto di Mosca.
Morì a Ljubercy il 27 aprile 1990 a soli 41 anni.
Dal 1996 nella città di Blagoveščensk, dove aveva vissuto da bambino insieme a sua madre, si tiene un torneo locale annuale di sollevamento pesi in memoria di Vladimir Aleksandrovič Kanygin.